# Salchicha de Toulouse

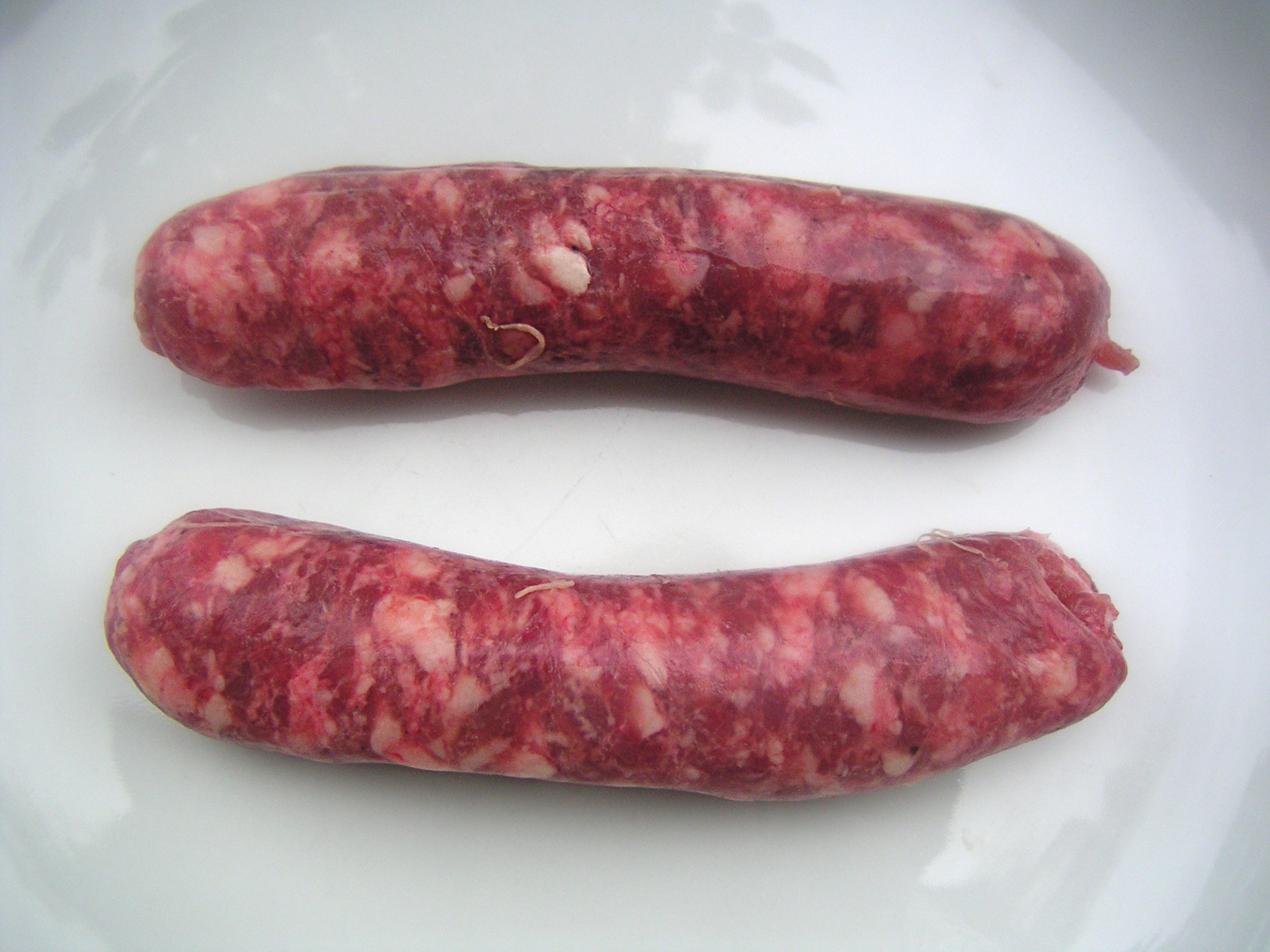
Dos salchichas de Toulouse crudas.

La salchicha de Toulouse (en francés saucisse de Toulouse) es una salchicha típica de la ciudad de Tolosa (Francia). Debe su fama a que es uno de los ingredientes esenciales del cassoulet de Toulouse, una variante local de Tolosa de un plato de Occitania (el sur de Francia) conocido como cassoulet, aunque el renombre del cassoulet trasciende las fronteras tanto de Occitania como de Francia.
Se trata de un embutido fresco similar a algunos embutidos españoles próximos a la frontera con Francia, como la longaniza de Aragón o la butifarra de Cataluña. Las salchichas de Toulouse están hechas con carne picada de cerdo mezclada con agua, azúcar, sal y pimienta. Se conserva en los propios intestinos del animal lo que le da un color rosáceo y un tamaño que oscila entre los 2,6 y los 2,8 cm de diámetro y los 12 y los 15 cm de largo. Las ristras de salchichas de Toulouse suelen venderse enrolladas sobre sí mismas.
Está prohibido añadir trozos de grasa así como conservantes, lo que hace que la salchicha no pueda guardarse más de una semana. Además de en cassoulet, es típico consumirla a la parrilla.
En España y en Hispanoamérica los embutidos más parecidos a la salchicha de Toulouse son las butifarras crudas. Salchichas de Toulouse y butifarras frescas se preparan crudas pero para ser consumidas se las cocina fritas, al horno, a la plancha o a la brasa.